# جيتوليو
جيتوليو (بالبرتغالية: Getúlio Costa de Oliveira‏) هو لاعب كرة قدم برازيلي في مركز الدفاع، ولد في 25 فبراير 1954 في بيلو هوريزونتي في البرازيل. شارك مع منتخب البرازيل لكرة القدم. أما مع النوادي، فقد لعب مع أتلتيكو مينيرو ونادي ساو باولو ونادي فلومينينسي.

## وصلات خارجية
- جيتوليو على موقع قاعدة بيانات كرة القدم.إي يو (الإنجليزية)
- جيتوليو على موقع ناشيونال فوتبول تيمز (الإنجليزية)
- جيتوليو على موقع عالم كرة القدم.نت (الإنجليزية)